# لوتشانی ناد نیسوو
لوتشانی ناد نیسوو (به چکی: Lučany nad Nisou) یک منطقهٔ مسکونی در جمهوری چک است که در ناحیه یابلونتس ناد نیسوو واقع شده‌است. لوتشانی ناد نیسوو ۱٬۷۳۰ نفر جمعیت دارد.